# 彰化縣大城鄉西港國民小學
23°51′40″N 120°17′19″E / 23.860994225513164°N 120.2887136587332°E
彰化縣大城鄉西港國民小學是一所公立的國民小學，簡稱西港國小，位置坐落於臺灣彰化縣大城鄉的西南角，創校於西元1930年，當時名為大城公學校西港分教場。該校於1941年獨立為「西港國民學校」，1968年因應九年國教實施改稱「西港國民小學」至今。1987年設立附設幼稚園，2012年依法改制為附設幼兒園。2021年8月1日，彰化縣大城鄉頂庄國民小學廢校，廿餘名學生轉入西港國小就讀。
學校推行食農教育並結合附近地理關係發展海洋環境教育，近年來更與二林社區大學合作，共同推動認識海岸生態環境、動植物紀錄課程，目前有一位藝術家王莉駐校指導。

## 歷任校長
| 名字         | 上任日期   | 卸任日期   |
| ------------ | ---------- | ---------- |
| 陳銀圓       | 1945年12月 | 1946年5月  |
| 陳能通       | 1946年5月  | 1948年3月  |
| 詹忠男       | 1948年3月  | 1950年9月  |
| 白茂榮       | 1950年9月  | 1952年2月  |
| 殷金錠       | 1952年2月  | 1953年8月  |
| 林迺彬       | 1953年8月  | 1954年8月  |
| 林朝廷       | 1954年8月  | 1957年8月  |
| 宮玉全       | 1957年9月  | 1959年8月  |
| 謝 燈        | 1959年9月  | 1962年9月  |
| 汪必悟       | 1962年11月 | 1964年11月 |
| 金立國       | 1964年12月 | 1971年9月  |
| 林文理       | 1971年9月  | 1974年8月  |
| 洪兆鐘       | 1974年9月  | 1977年9月  |
| 姚俊男       | 1977年9月  | 1980年9月  |
| 呂德雄       | 1980年9月  | 1984年5月  |
| 代理校長吳達 | 1984年5月  | 1984年9月  |
| 蔡皆堂       | 1984年9月  | 1988年8月  |
| 謝春農       | 1988年8月  | 1992年8月  |
| 陳瑞吉       | 1992年8月  | 1997年8月  |
| 李隆吉       | 1997年8月  | 2002年7月  |
| 黃坤和       | 2002年8月  | 2006年1月  |
| 林明雄       | 2006年2月  | 2010年1月  |
| 吳聖威       | 2010年2月  | 2013年7月  |
| 許銘裕       | 2013年8月  | 2016年7月  |
| 洪信德       | 2016年8月  | 2024年7月  |
| 莊文魁       | 2024年8月  | 現任       |

## 知名人物
- 前考試院院長邱創煥年輕時曾於西港國小任教[8]

## 校園景觀

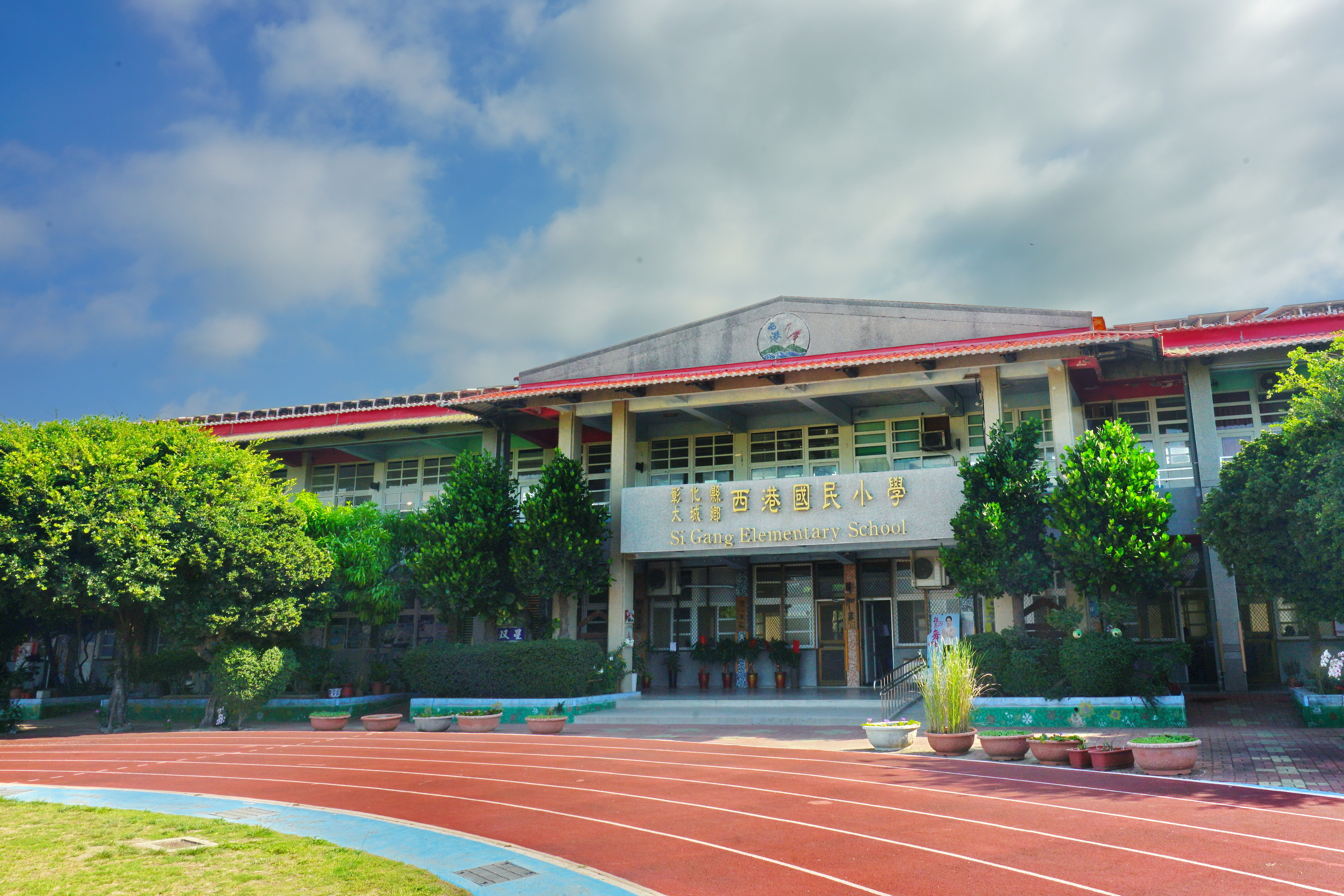
行政樓
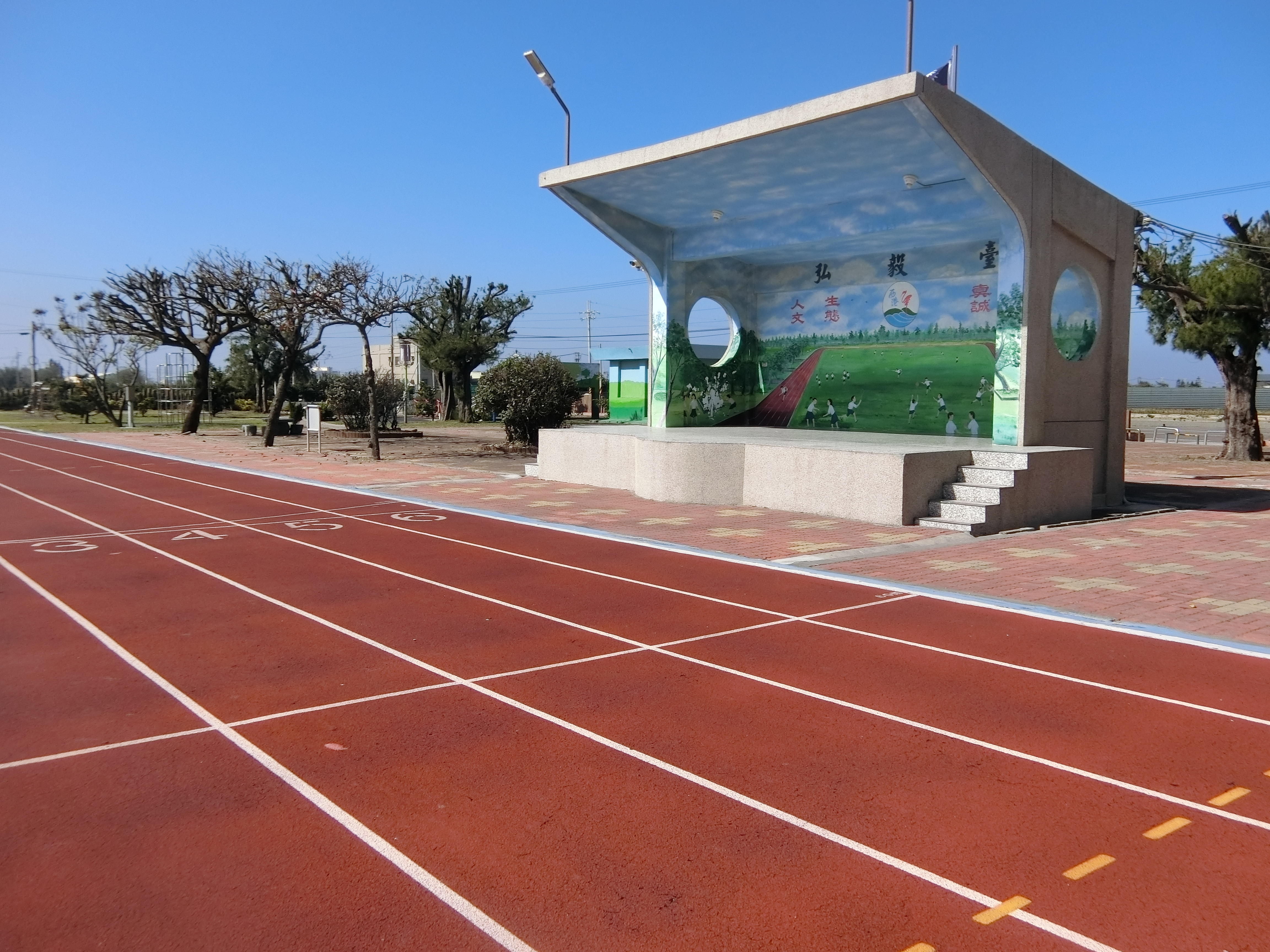
弘毅台
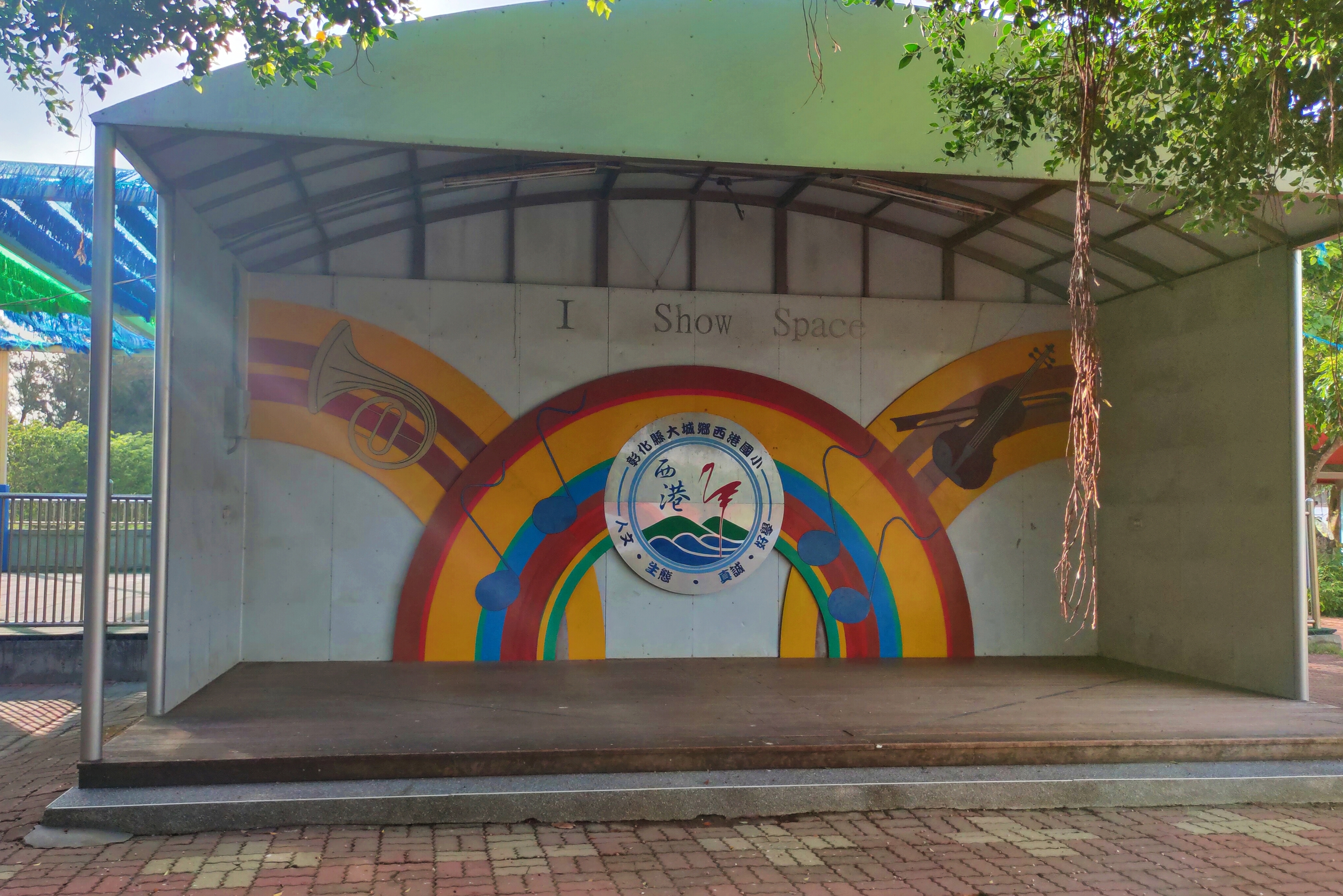
I SHOW SPACE

## 外部連結
- 彰化縣立西港國小臉書粉絲專頁